# Mk 32 (魚雷)
Mk.32魚雷（英語: Mark 32 torpedo）は、アメリカ合衆国で開発された対潜魚雷。
アメリカ海軍初のアクティブ音響ホーミング誘導式魚雷である。水上戦闘艦からの投射手段としては、横抱き式のMk.2落射機が用いられていた。元来は、第二次世界大戦中にドイツ海軍・大日本帝国海軍の潜水艦への対抗として開発されたが、戦争中にはわずか10発が生産されたのみであった。
戦後には3,300発が生産され、冷戦初期のソ連海軍通常動力型潜水艦に対する切り札として、後継のMk.44が採用されるまで用いられていた。
また海上自衛隊において、初の国産誘導魚雷として試製54式魚雷が開発された際には、こちらはパッシブ音響ホーミング誘導式ではあったが、本機の誘導要素も開発の参考にされたとされている。